# Seszele na Letnich Igrzyskach Paraolimpijskich 2016
Seszele na Letnich Igrzyskach Paraolimpijskich 2016 w Rio de Janeiro reprezentował jeden sportowiec. Był to drugi start reprezentacji tego kraju na igrzyskach paraolimpijskich (po występie w 1992 roku).
Chorążym reprezentacji podczas ceremonii otwarcia igrzysk był Cyril Charles.

## Wyniki

### Lekkoatletyka
| Zawodnik      | Konkurencja        | Finał    | Finał   | Źródło |
| Zawodnik      | Konkurencja        | Rezultat | Miejsce | Źródło |
| ------------- | ------------------ | -------- | ------- | ------ |
| Cyril Charles | rzut oszczepem F57 | 16,97 m  | 14      | [ 3 ]  |